# José Octavio Ruiz Arenas
José Octavio Ruiz Arenas (Bogotà, 21 dicembre 1944) è un arcivescovo cattolico colombiano, dal 2 settembre 2020 segretario emerito del Pontificio consiglio per la promozione della nuova evangelizzazione.

## Biografia
José Octavio Ruiz Arenas è nato il 21 dicembre 1944 a Bogotà, figlio di Octavio Ruiz Courvel e Doña Mercedes Arenas Barragán.

### Formazione e ministero sacerdotale
Dopo aver compiuto gli studi primari, ha deciso di seguire la sua precoce vocazione sacerdotale e così si è iscritto nel Seminario minore di San José a Bogotà. Successivamente, si è iscritto nel Seminario maggiore della stessa città e lì ha studiato teologia e filosofia. È stato ordinato presbitero per l'arcidiocesi di Bogotà il 29 novembre 1969, per mano di monsignor Aníbal Muñoz Duque, amministratore apostolico della stessa arcidiocesi e futuro cardinale. Dopo l'ordinazione, è stato assegnato come assistente parrocchiale presso una parrocchia di Soacha, non lontano della capitale, dove è rimasto fino al 1972.
Per un anno, dal 1972 al 1974, è stato professore nel Seminario minore, dove egli stesso era stato studente, dopo è stato nominato parroco di Ntra Signora di Egipto a Bogotá e poi vicario economo di Las Aguas. Nel 1976, si è recato a Roma per studiare presso la Pontificia Università Gregoriana, dove si è laureato in teologia dogmatica. Durante questo soggiorno, durato per due anni, è stato anche alunno del Pontificio Collegio Pio Latino Americano. d Dopo essere ritornato in Colombia, nel 1978 è diventato rettore del Seminario minore, e dal 1981 al 1984, è stato nel gruppo dei formatori del Seminario maggiore. Successivamente, è ritornato nella capitale italiana, dove tra il 1985 e il 1996 è stato assistente nella Congregazione per la dottrina della fede, retta dall'allora cardinale Joseph Ratzinger. Contemporaneamente ha ottenuto il dottorato in Teologia nel 1991.

### Ministero episcopale
L'8 marzo 1996 papa Giovanni Paolo II lo ha nominato vescovo titolare di Troina e vescovo ausiliare dell'arcidiocesi di Bogotà. La sua consacrazione episcopale è avvenuta il 13 aprile successivo, nella cattedrale della capitale, per mano di monsignor Pedro Rubiano Sáenz, arcivescovo metropolita di Bogotà e futuro cardinale, coconsacranti i futuri cardinali Paolo Romeo, nunzio apostolico in Colombia e il salesiano Tarcisio Bertone, segretario della Congregazione per la dottrina della fede. Dal luglio 1999, è stato presidente della Commissione episcopale per la dottrina e della sezione responsabile per l'ecumenismo e il dialogo interreligioso della Conferenza episcopale colombiana.
Dopo sette anni di servizio, il 16 luglio 2002, lo stesso papa Wojtyla lo ha promosso alla sede di Villavicencio. Il 3 luglio 2004, con la bolla papale Ad totius dominici, la diocesi è stata elevata al rango di arcidiocesi metropolitana e così monsignor Ruiz Arenas ha assunto il titolo di Arcivescovo metropolita. Il 29 giugno 2005 ha ricevuto il pallio da papa Benedetto XVI nella basilica di San Pietro in Vaticano.
Il 31 maggio 2007 papa Benedetto XVI, con cui aveva lavorato precedentemente nella Congregazione per la dottrina della fede per undici anni, lo ha nominato vicepresidente della Pontificia commissione per l'America Latina. Ha svolto questo ruolo per quattro anni. Il 13 maggio 2011, papa Ratzinger lo ha nominato segretario del nuovo Pontificio consiglio per la promozione della nuova evangelizzazione, eretto il 12 ottobre del 2010.
Il 5 marzo 2012, è stato nominato membro della Congregazione per l'evangelizzazione dei popoli per un mandato rinnovabile di cinque anni da papa Benedetto XVI.
Il 2 settembre 2020 papa Francesco accetta la sua rinuncia presentata per raggiunti limiti di età.

## Genealogia episcopale
La genealogia episcopale è:
- Cardinale Scipione Rebiba
- Cardinale Giulio Antonio Santori
- Cardinale Girolamo Bernerio, O.P.
- Arcivescovo Galeazzo Sanvitale
- Cardinale Ludovico Ludovisi
- Cardinale Luigi Caetani
- Cardinale Ulderico Carpegna
- Cardinale Paluzzo Paluzzi Altieri degli Albertoni
- Papa Benedetto XIII
- Papa Benedetto XIV
- Papa Clemente XIII
- Cardinale Marcantonio Colonna
- Cardinale Giacinto Sigismondo Gerdil, B.
- Cardinale Giulio Maria della Somaglia
- Cardinale Carlo Odescalchi, S.I.
- Cardinale Costantino Patrizi Naro
- Cardinale Lucido Maria Parocchi
- Papa Pio X
- Papa Benedetto XV
- Papa Pio XII
- Cardinale Eugène Tisserant
- Papa Paolo VI
- Arcivescovo Angelo Palmas
- Cardinale Pedro Rubiano Sáenz
- Arcivescovo José Octavio Ruiz Arenas